# Ⱪ
Ⱪ ، ⱪ یا K ِ دنباله‌دار یکی از حروف الفبای لاتین است. این حرف شباهت بسیاری با  Қ  در سیریلیک دارد. همچنین گاه به اشتباه به صورت k̡ یا ķ نگاشته می‌شود.
از این حرف برای نگارش زبان اویغوری بهره می‌بردند. امروزه از Q به جای این حرف استفاده می‌کنند.